# Astragalus wendelboi
Astragalus wendelboi là một loài thực vật có hoa trong họ Đậu. Loài này được I.Deml miêu tả khoa học đầu tiên.